# Tractat de Blois (1509)
El Tractat de Blois o Tercer Tractat de Blois és un tractat signat a la ciutat francesa de Blois el 12 de desembre de 1509 entre Ferran el Catòlic i Maximilià I d'Habsburg, i en presència del rei Lluís XII de França, per tal de resoldre el conflicte successor a les corones de Castella i Aragó a la mort de Felip el Bell.

## Situació prèvia

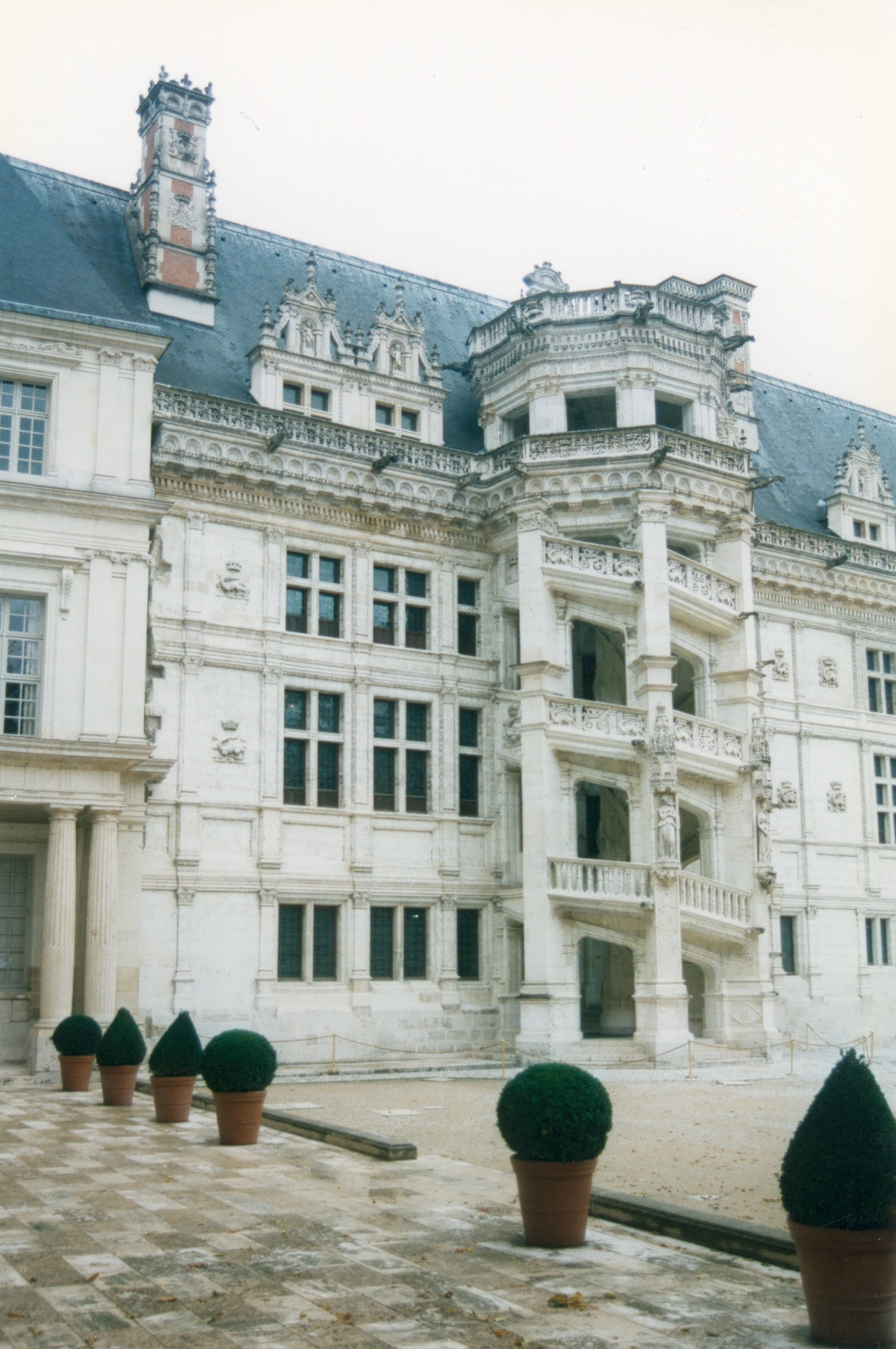
Castell de Blois, escenari de la signatura dels quatre Tractats de Blois

La situació a la Corona de Castella era incerta després de la mort de Felip el Bell el 25 de setembre de 1506. Ferran el Catòlic després d'haver-se retirat a les seves possessions de la Corona d'Aragó un cop realitzat el matrimoni amb Germana de Foix, tornà a l'òrbita castellana. La seva filla Joana I de Castella començà a donar mostres d'incapacitat mental per a governar i el Cardenal Cisneros decidí cridar a Ferran en qualitat de regent, iniciant-se la segona regència del rei catòlic a Castella, que abastarà entre 1507 i 1516.
La situació preocupava la possible successió del príncep Carles d'Habsburg, net de l'emperador del Sacre Imperi Maximilià I d'Habsburg, a causa de la pressió que Ferran podia fer des del tron castellà. El 3 de maig de 1509 Germana de Foix donà llum a un fill del rei Catòlic, Joan d'Aragó, que morí a les poques hores del part. A la tardor d'aquell mateix any Joana I fou tancada a Tordesillas en ser declarada oficialment boja.

## El pacte
La possibilitat que un nou fill de Ferran el Catòlic heretés Castella en detriment del net de Maximilià va fer que ambdós monarques acordessin un pacte sobre la successió castellana a la ciutat de Blois. Així, per la signatura d'aquest pacte, es va assegurar la successió del fill de Joana, el príncep Carles d'Habsburg, permetent-se la regència de Ferran durant la minoria d'edat de l'hereu. Es va acordar, així mateix, que un futur fill del rei aragonès i Germana de Foix només podria tenir drets de successió sobre els territoris de la Corona d'Aragó.
Així mateix es va pactar l'ajuda de les tropes aragoneses i castellanes a l'emperador en la seva campanya sobre el nord d'Itàlia.